# Шелест, Анатолий Шмуэль
Анатолий Шмуэль Шелест (род. 1957, Киев) — израильский художник. Работает в живописи, станковой графике, известен своими графическими инсталляциями.

## Биография

### Киев
Родился в Киеве в 1957 году в украинской семье. В 1983 поступил на графическое отделение Киевского художественного института (по специализации — книжная графика).

### Ташкент
В 1986 году, после аварии на Чернобыльской АЭС, переезжает с семьей в Ташкент, где заканчивает своё образование в Ташкентском театрально-художественном институте. В 1989 получает вторую степень по специальности книжная графика — диплом с отличием.
В это же время, во второй половине 80-х годов, в Ташкенте, Анатолий Шелест начал работать профессионально. Сотрудничал с издательством имени Гафура Гуляма (Ташкент, Узбекистан) как книжный график. Параллельно много работал в станковой графике. С начала 90-х годов по 2000-й создал множество графических серий, навеянных восточной поэзией: «Суть кувшина», «Танцы дервишей», «Проявление явного», «Мечом и каламом», «Способы защиты» и др. Многие работы этого периода находятся в престижных частных собраниях: коллекция знаменитого востоковеда доктора Аннемари Шиммель (Бонн, Германия), коллекция Принца Агахана, а также в коллекции Национального банка Узбекистана, Национальном художественном музее Украины, в Художественном Фонде Узбекистана.
Несмотря на то, что станковая графика превалирует в творчестве художника, периодически он обращается к живописи. Так, в конце 90-х в появляются большие живописные серии «Дух звука» и «Власть природы».

### Германия
В 2000 — переезжает с семьёй в Германию, город Кобленц. Переезд в Германию стал переломным в мировоззрении художника: он, ранее увлекавшийся восточной философией, начинает интересоваться иудаизмом. Книга «Каббала и суфизм», задуманная им в соавторстве с Аннемари Шиммель, должна была посредством иллюстраций и хрестоматийных текстов объединить две мистические традиции.
Трагические события 11 сентября 2001 года изменили планы издательства «Кёзел» (Мюнхен, Германия) и книга, к которой уже было сделано более четырёхсот иллюстраций, так и не увидела свет. Но эти графические листы, выполненные в технике монотипии, легли в основу инсталляций: «Инспирации на тему Каббалы» и «В поисках голубой нити».

«…Анатолий Шелест — удивительный художник. Во всем, что он делает — будь-то фигуративные работы или его монотипии — всегда присутствует несколько изобразительных пластов, а за этими пластами — глубокая сакральная тайна. За мою долгую жизнь я не часто видела в современном мне художнике ту же глубину, что мы видим в великой поэзии Руми, Дехлеви или даже в текстах библейских пророков»
Из речи профессора, доктора Аннемари Шиммель на открытии выставки Анатолия Шелеста «Странствия», Альтен Бург, Кобленц, 2001

В 2003—2004 году художник создает инсталляцию «Врата молитвы», а в 2005 — инсталляцию «Деревья Жизни». Во всех этих работах, сделанных в соавторстве с супругой — искусствоведом Мариной Шелест, он использует оригинальный изобразительный ход.

«… Он открывает свою изобразительную праматерию, и творит с её помощью совершенно необычное текстовое полотно. Создает абсолютно уникальный художественный прием, который не похож ни на один из известных методов художественного выражения. Но то, что на первый взгляд выглядит как личное откровение, воплощенное Шелестом, уже претендует на универсальный изобразительный язык.»
Из статьи доктора Иоганнеса Вахтена, директора Еврейского Музея, Франкфурт-на-Майне, 2004

В процессе работы над этими проектами, Анатолий Шелест все больше приближается к еврейской традиции, что, в конечном счете, привело к решению семьи репатриироваться в Израиль.

«В работах Анатолия Шелеста связь между землей и небесами становится очевидной, его инсталляции дают зрителю смысл и абсолютную уверенность, что обещания Всемогущего действительны, что Божественный план осуществляется и обетование продолжается по сей день. В своем подходе к искусству Шелест следует еврейской религиозной традиции, но, вместе с тем, он открывает свой собственный художественный язык — необычный и современный. В работах Анатолия Шелеста Творение ощущается как живой Процесс и становится очевидным представление о том, что Каждое есть часть Целого, а Целое — часть Вечности.»
Из статьи доктора Беаты Райфеншайт, директора Людвиг-музея, Кобленц, 2004

### Израиль
В 2006 году семья репатриируется в Израиль. В Израиле художник учится в ешиве «Махон Меир» и в Центре еврейского образования «Маханаим», в 2007 году проходит процедуру гиюра и берет себе еврейское имя Шмуэль.
Художник последовательно продолжает работать над еврейской тематикой, используя при этом современные формы выражения — инсталляция «Сукка» в Маале-Адумим, 2006, инсталляция «Врата» в «Бейт От а-Муцар», Иерусалим, 2007, выставка «Параллели», галерея «Скицца»- «Бейт От а-Муцар», Иерусалим, 2008.

«Особенность еврейской культуры — в связи конечного и бесконечного, обыденного и самого сложного. И этот момент настолько в работах Шелеста схвачен и выражен художественными средствами, что я не знаю, можно ли еврейскую идею сочетания конечного и бесконечного, соединения несовместимого выразить полнее. Для меня это что-то совершенно новое и похожее на попытку человека стать соучастником творения. В творчестве Шелеста творчество и Творение соединяются естественно и лаконично.»
Из речи рава Зеева Мешкова на закрытии выставки «В поисках голубой нити», Национальный музей Украины, Киев, 2004

С 2008 художник начал работу над живописной серией «Еврейская телега», в которой он в метафорической форме излагает бесконечную историю еврейских странствий. Работы легли в основу проекта галереи «Скицца» — «Странствия сынов Израиля», осуществление которого было успешно начато в 2011 году тремя выставками в Германии (кураторы Марина Генкина и Марина Шелест) . В настоящее время работает над циклом графических инсталляций с рабочим названием «Толкование Текстов».

## Семья
С 1981 года женат на Марине Шелест (в девичестве Лейбович). Имеет троих сыновей 1982, 1983 и 1993 года рождения.
В настоящее время живёт в Маале-Адумим, студия художника располагается в историческом здании «Бейт от а-Муцар» в центре Иерусалима.

## Персональные выставки
- 1990 — Галерея «ТеАрт»,Ташкент,Узбекистан;
- 1992, 1993, 1998 — Галерея «Черепаха и Скрипка», Ташкент,Узбекистан;
- 1994 — Галерея «Токашимайя» Япония-Сингапур; Куала-Лумпур;
- 1999 — Посольство ФРГ, Ташкент,Узбекистан; Миссия ООН в Республике Узбекистан, Ташкент, Узбекистан; «Альфа»-Галерея, Фрайбург, Германия;
- 2000 — Выставочный зал «Альтен Бург», Кобленц, Германия;
- 2003 — Галерея «Кугнус», Арнхайм, Голландия;
- 2006 — Еврейский университет, Иерусалим, Израиль;
- 2008 -«Скицца»- «Бейт От а-Муцар», Иерусалим, Израиль;
- 2011 — «Скицца»- «Бейт От а-Муцар», Иерусалим, Израиль;
- 2012 — «Скицца»- «Бейт От а-Муцар», Иерусалим, Израиль.

### Выставки совместно с Мариной Шелест
- 2002 — Выставочный зал « Альтен Бург», Кобленц, Германия;
- 2003 — Выставочный зал «Haus Mitternich», Кобленц, Германия;
- 2004 — Национальный музей Украины, Киев; Синагога «Бейт Яков», Киев, Украина;
- 2006 — Культурный центр «Маале Шимон», Маале Адумим, Израиль;
- 2007 — Галерея «Скицца» — «Бейт От а-Муцар», Иерусалим, Израиль;
- 2010 — Галерея «Скицца» — «Бейт от аМуцар», Иерусалим, Израиль;

## Избранные групповые выставки
- 1984 — Выставочный зал Союза Художников Украины, Киев, Украина;
- 1985 — Музей А. Грина, Феодосия, Украина;
- 1990 — Академия Художеств, Ленинград, Россия;
- 1991 — Дом кино, Ташкент, Узбекистан;
- 1994—1999 — Галерея «Черепаха и Скрипка», Ташкент, Узбекистан;
- 1995 — Центральный выставочный зал Союза Художников Узбекистана, Ташкент, Узбекистан;
- 1996 — Международная выставка «Asia-Art», Ташкент, Узбекистан;
- 2006 — «Дом наследия Менахема Бегина», Иерусалим, Израиль;
- 2007/08 «ArtSession-2007» — «Бейт От а-Муцар», Иерусалим, Израиль;
- 2008 — Четвёртая Международная Биеннале графики, Санкт-Петербург;
- 2009 — «Из стран исхода — художники-репатрианты из стран Средней Азии» — «Скицца» — «Бейт От а-Муцар», Иерусалим, Израиль;
- 2009 — «Тель-Авив» — Яффо-галерея, Израиль, Яффо;
- 2010- «Доброе утро, Тель-Авив!»- Яффо-галерея, Израиль, Яффо; «Черное и белое» — «Бейт От а-Муцар», Иерусалим, Израиль; Современное израильское искусство, Drouot Montaigne, Париж, Франция; «Звезда Давида», Ришон ле-Цион, Израиль;
- 2011 — Кнессет (Парламент Израиля), Иерусалим, Израиль; « Ночь света», Галерея «Lighthouse», Старое Яффо, Израиль; Музей Яффо, Старое Яффо, Израиль; «Дом наследия Менахима Бегина», Иерусалим, Израиль; «Странствия сынов Израиля» — «Культур-бункер», Кёльн; Новая Синагога, Майнц; Новая Синагога, Хемниц, Германия;
- 2012 — «Чудо великое случилось здесь», Галерея «Скицца» — «Бейт От а-Муцар», Иерусалим, Израиль

## Избранные публикации
- «Рисунка нить… След тишины…», Ольга Лагутенко, доктор искусствоведения, Президент Украинской секции AICA, 2003 (недоступная ссылка)
- «Auf der Suche nach dem blauen Faden» Dr. Beate Reifenscheid, Direktorin von Ludwig-museum, Koblenz, 2004 (немецкий) (недоступная ссылка)
- «Anatoli Schelest und die Biebel», Dr. Jochannes Wachten, Stellvertretene Direktor von Judisches Museum, Frankfurt am-Main, 2004 (перевод с немецкого) (недоступная ссылка)
- «В поисках голубой нити», Марина Шелест, 2004 (недоступная ссылка)
- «Врата молитвы», Марина Генкина, куратор галереи «Скицца», Иерусалим, 2007
- «Sketching out their future» Давид Стромберг Jerusalem Post, 08/28/2008 (английский)
- «В поисках утраченного смысла», Марина Генкина, куратор галереи «Скицца», Иерусалим,2010 (недоступная ссылка)
- Пресс-релиз о выставке-инсталляции «В поисках голубой нити» для блога «Ботинок» (недоступная ссылка)
- «Серия „Еврейская телега“», Марлин Вениг, междисциплинарный журнал академического колледжа «Михлала», Иерусалим, 2009 (иврит) (недоступная ссылка)
- «Творение из хаоса», Марина Генкина, куратор галереи «Скицца», Иерусалим, 2011 (недоступная ссылка)
- Новая выставка Анатолия Шмуэля Шелеста «Комментарии» на сайте ZMAN.COM
- Статья Марины Генкиной о выставке Анатолия Шмуэля Шелеста «Комментарии» в галерее «Скицца» на сайте Тарбут.ru

## Документальные фильмы
- «Вечер в галерее», студия «Узбектелефильм», Узбекистан, 1994
- Wein und Honig in der Sukka", ZDF infokanal, Германия, 2005

## Видео сюжеты
- חיי אדם: שמואל שלסט • תיעוד מיוחד
- Выставка Анатолия и Марины ШЕЛЕСТ «Врата молитвы»
- Анатолий и Марина ШЕЛЕСТ: «Надеемся, что наша студия в центре Иерусалима будет не только студией»

## Основные работы художника
- Анатолий Шмуэль Шелест — инсталяции (недоступная ссылка)
- Анатолий Шмуэль Шелест — избранная графика (недоступная ссылка)
- Анатолий Шмуэль Шелест — серия «Еврейская телега» (недоступная ссылка)
- Анатолий Шмуэль Шелест — избранная живопись (недоступная ссылка)
- Работы Анатолия Шелеста на сайте Laukshtein
- אנטולי שלסט מצייר בהשראת המקרא